# Claraeola perpaucisquamosa
Claraeola perpaucisquamosa är en tvåvingeart som beskrevs av Christian Kehlmaier 2005. Claraeola perpaucisquamosa ingår i släktet Claraeola och familjen ögonflugor. Inga underarter finns listade i Catalogue of Life.